# 库埃乌拉
库埃乌拉（Queula），是印度果阿邦North Goa县的一个城镇。总人口5452（2001年）。

## 人口
该地2001年总人口5452人，其中男性2821人，女性2631人；0—6岁人口486人，其中男248人，女238人；识字率79.75%，其中男性为84.86%，女性为74.27%。